# Brijestovo
Brijestovo (cyr. Бријестово) – wieś w Czarnogórze, w gminie Danilovgrad. W 2011 roku liczyła 8 mieszkańców.